# 垂水市立垂水南中学校
垂水市立垂水南中学校（たるみずしりつ たるみずみなみちゅうがっこう）は、鹿児島県垂水市新城にあった公立中学校である。2010年（平成22年）4月、垂水市立垂水中央中学校へ統合し廃校した。
2006年5月1日現在の生徒数は75名で、各学年1学級であった。
なお、閉校後2014年に株式会社財宝へ敷地が譲渡され、校舎・体育館などの全て建造物は取り壊され、跡地に「財宝垂水南マンション」が建っている。

## 沿革
- 1959年（昭和34年）4月1日 - 垂水町立柊原中学校、垂水町立新城中学校が統合し垂水市立垂水南中学校開校
- 2010年（平成22年）4月1日 - 垂水市立垂水中央中学校への統合によって閉校。